# C.F. Martin & Company

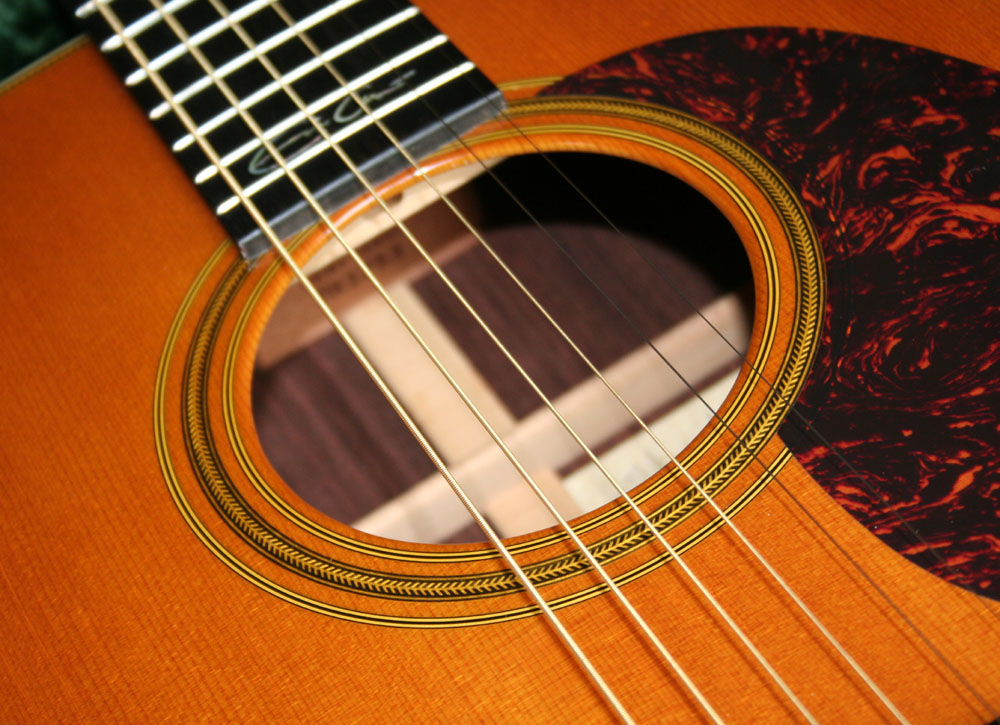
Detalhe da frente de uma CF Martin 000-28EC.

A C.F. Martin & Company é uma fabricante de violões dos Estados Unidos, estabelecida em 1833 por Christian Frederick Martin, que nasceu em 1796 na cidade de Markneukirchen na Alemanha.
Christian Frederick Martin iniciou seu aprendizado no tocante a marcenaria junto com seu pai que na época também exercia a profissão de marceneiro na cidade e fazia parte da guilda local referente aos fabricantes de instrumentos(violões).
Aos 15 anos de idade  C.F. Martin já tinha atingido uma notável experiência junto a seu pai o que lhe impulsionou a  viajar mais de 500 KM para trabalhar na cidade de Viena e logo chegando na cidade conseguiu emprego com um dos maiores profissionais do ramo ao qual se aperfeiçoou ainda mais.
Depois de alguns anos tendo casado e tendo o seu primeiro filho C.F. Martin jr.  resolveu voltar para sua cidade natal para abrir sua própria loja, mas na época enfrentou varias barreiras devido a politica das guildas que disputavam pela posição profissional e comercial em relação a produção artesã da cidade.
C.F. Martin  após varias disputas vencidas pela guilda a qual sua família fazia parte e desgastado, como também não enxergando crescimento no local devido a constância de barrerias novamente falando das disputas que nunca sessavam ele resolveu se retirar da cidade, se mudando para a cidade de nova York onde iniciou com um pequeno comercio em sua casa no endereço  196 Hudson Street, no Lower West Side.
Por algum tempo esteve no local, mas nunca se acostumava com o ambiente hostil que ali presenciava, muito diferente da sua cidade natal.  C.F. Martin  mesmo com suas dificuldades alcançou popularidade entre músicos, professores e comerciantes da época, conseguindo que seu trabalhe fosse distribuído pelos mais vastos lugare
Em 1838  C.F. Martin   vendeu seu comercio para Ludecus & Wolter e se mudou para Nazare na Pensilvânia. Já em 1850 já estava enviando seus produtos para vários lugares por meio do modal aquaviário da época,  Boston, Albany, Filadélfia, Richmond, Petersburgo, Nashville, Pittsburgh, St. Louis e Nova Orleans.
Em 16 de fevereiro do ano de 1873 Christian Frederick Martin faleceu e deixando o legado e a responsabilidade para seu filho Christian Frederick Martin junior que fez um otimo trabalho até passar o administração para as gerações seguintes.
A empresa C.F. Martin & Company , atualmente, é responsável pela fabricação de violões de todos os tipos sendo uma das marcas mais renomadas do planeta, é uma das mais requisitadas por músicos de todo o mundo devido a sua qualidade e historia de luta vinculada a família que esta a frente dos negócios desde seu inicio, possui uma carteira de produtos com instrumentos que chegam a incríveis $100.000 dólares.

## Fonte
Historia da Martin Guitar&Co. (https://www.martinguitar.com/about/martin-story/)
Site de Luthier. (http://belardoinstrumentos.tk/Violao-Martin.html)
http://belardoinstrumentos.tk/